# Prix Citron, Orange et Bourgeon
Pour les articles homonymes, voir Prix Orange.
Dans le monde du spectacle ou celui du sport, les prix Orange et Citron sont décernés, de manière plus ou moins officielle, à une personnalité qui se serait distinguée par sa sympathie avec les journalistes (prix Orange) ou à l'inverse, par son « mauvais caractère » ou son manque de coopération (prix Citron).

## Dans le cinéma
Le prix Citron est créé, en même temps que le prix Orange, par la journaliste-romancière Michèle Nicolai en 1949. Attribués annuellement par un jury composé de journalistes de cinéma, chaque prix est décerné chaque année à deux vedettes (féminine et masculine) et un réalisateur ou metteur en scène.
À partir de 1953, la ville de Menton, dont les agrumes sont une spécialité, s'associe au prix en offrant aux récipiendaires des corbeilles de fruits (de leur poids,) et en les invitant à la Fête du Citron. Le maire de Menton Francis Palmero décerne lui-même les prix au cours de la réception chez Maxim's.
De grandes vedettes comme Louis de Funès, Michèle Morgan ou Michel Simon ont ainsi été récompensées.

## Dans le sport

### Tennis
Chaque année depuis 1981 en marge des Internationaux de France, une association de journalistes décerne un prix Citron, un prix Orange et un prix Bourgeon à plusieurs joueuses et joueurs de tennis professionnels.
Cet événement, créé par le publicitaire Jean-Claude Leuthe, a pour vocation de célébrer l’esprit sportif, d'honorer qualités humaines, force de caractère et talent dans la « pulpe et fibre » de chaque athlète. Il prend la suite du prix Citron-Orange, créé en 1949 par Michèle Nicolai pour récompenser les personnalités du cinéma les moins et les plus coopératives avec la presse.
Le vote des prix Orange et Citron est, depuis 2004, ouvert au public à partir d'une grille de nommés de la presse, via Internet ou SMS surtaxés.
Ces deux prix ne semblent plus attribués depuis 2009.

#### Les nouveaux prix
Depuis 1981, le prix Citron est attribué aux seuls joueurs de tennis professionnels dont « la personnalité forte en zeste et en caractère » se distingue particulièrement sur le circuit. La connotation péjorative de ce prix s'est beaucoup estompée avec ce « prix Citron nouveau ».
Quant au prix Orange, il est décerné depuis 1981 au joueur de tennis « le plus fair-play du circuit international, disponible et chaleureux avec la presse et le public ». Roger Federer s'est vu attribuer le titre cinq fois de suite de 2005 à 2009, un record. Gustavo Kuerten, a reçu le prix à trois reprises, en 1998, en 2002 et en 2004.

#### Le prix Bourgeon
Il récompense depuis 1988 « la révélation du circuit international, sève naturelle des meilleurs jus de demain ». Ce prix est, encore aujourd'hui, décerné exclusivement par la presse.

### Cyclisme
En cyclisme, un prix Orange et un prix Citron sont décernés, chaque année, à l'occasion du Tour de France, pour récompenser le coureur le plus coopératif avec la presse (prix Orange) et celui qui, au contraire, a été le moins sympathique (prix Citron). Le résultat du vote est parfois publié par le quotidien sportif L'Équipe.

### Football
Le magazine France Football décerne chaque année un prix Citron et un prix Orange.

## Palmarès

### Prix Citron (cinéma)
Chaque cérémonie récompense une actrice, un acteur et un metteur en scène ou réalisateur.
- 1949 : Danielle Darrieux et Georges Marchal / Marcel Carné
- 1950 : Suzy Delair et Noël-Noël / Louis Daquin
- 1951 : Simone Signoret et Georges Marchal / Henri-Georges Clouzot
- 1952 : Corinne Calvet et Gérard Philipe[6] / Jean Anouilh
- 1953 : Dany Robin et Jean Gabin / Claude Autant-Lara
- 1954 : Dany Robin et Gérard Philipe / Jean Delannoy
- 1955 : pas de récompense
- 1956 : Ingrid Bergman et Raymond Pellegrin / René Clément
- 1957 : Madeleine Robinson et Jean-Claude Pascal / René Clair
- 1958 : Mylène Demongeot et Robert Lamoureux / André Cayatte
- 1959 : Pascale Petit et Darry Cowl[7] /  Louis Malle
- 1960 : Pascale Petit et Jacques Charrier / Robert Bresson
- 1961 : Anouk Aimée et Pierre Brasseur / Alain Resnais
- 1962 : pas de récompense
- 1963 : Dany Saval et Tony (?) Perkins / Orson Welles
- 1964 : Brigitte Bardot et Alain Delon / Jean-Luc Godard
- 1965 : Delphine Seyrig et Richard Burton / Roger Vadim
- 1966 : Sophia Loren (double prix) / Jacques Rivette
- 1972 : Jean-Paul Belmondo
- 1974 : dernière année[2].

#### Prix Orange (cinéma)
- 1949 : Josette Day et Jean Marais / Henri Decoin
- 1950 : Michèle Morgan et François Périer / Jean Cocteau
- 1951 : Simone Renant et Claude Dauphin / Christian-Jaque
- 1952 : Edwige Feuillère et Jean-Pierre Aumont / Jean-Paul Le Chanois
- 1953 : Gaby Morlay et Jean Chevrier / Henri-Georges Clouzot
- 1954 : Martine Carol et Jean Richard / René Clément
- 1955 : pas de récompense
- 1956 : Françoise Arnoul et Georges Guétary / Jacques Becker
- 1957 : Line Renaud et Charles Boyer / Yves Ciampi
- 1958 : Nicole Courcel et Henri Vidal / Jules Dassin
- 1959 : Gina Lollobrigida et Gilbert Bécaud[7] / Henri Verneuil
- 1960 : Juliette Gréco et Jean-Claude Brialy / Marcel Camus
- 1961 : Annie Girardot et Michel Simon[4] / François Truffaut
- 1962 : pas de récompense
- 1963 : Arletty (à l'unanimité) et Curd Jürgens / Robert Hossein
- 1964 : Claudia Cardinale et Fernandel / André Hunebelle
- 1965 : Sophie Desmarets et Louis de Funès[3] / Marcel Carné
- 1966 : Brigitte Bardot et Anna Karina (ex aequo), et Robert Hirsch / Édouard Molinaro
- 1970 : Charles Aznavour
- 1974 : dernière année[2].

Une « Orange d'or » est remise à Michèle Morgan et à Jean Marais pour le quinzième anniversaire des prix.

### Tennis
| Année | Prix Citron           | Prix Orange         | Prix Bourgeon            |
| 1981  | Ilie Năstase          | Ilie Năstase        | Non décerné              |
| 1982  | Ivan Lendl            | Yannick Noah        | Non décerné              |
| 1983  | Mats Wilander         | Björn Borg          | Non décerné              |
| 1984  | Jimmy Connors         | C. Roger-Vasselin   | Non décerné              |
| 1985  | Jimmy Connors         | Peter McNamara      | Non décerné              |
| 1986  | Guillermo Vilas       | Martina Navrátilová | Non décerné              |
| 1987  | Milan Šrejber         | Henri Leconte       | Non décerné              |
| 1988  | Non décerné           | Andrei Chesnokov    | Michael Chang            |
| 1989  | Andre Agassi          | Jakob Hlasek        | Monica Seles             |
| 1990  | Non décerné           | Guy Forget          | Fabrice Santoro          |
| 1991  | Team Agassi           | Famille Sanchez     | Anke Huber               |
| 1992  | Andre Agassi          | Stefan Edberg       | Mary Pierce              |
| 1993  | Michael Stich         | Arnaud Boetsch      | Iva Majoli               |
| 1994  | Cédric Pioline        | Pete Sampras        | Lionel Roux              |
| 1995  | Andreï Medvedev       | Jim Courier         | Martina Hingis           |
| 1996  | Marcelo Ríos          | Monica Seles        | Dally Randriantefy       |
| 1997  | Marcelo Ríos          | Martina Hingis      | Anne-Gaëlle Sidot        |
| 1998  | Marcelo Ríos          | Gustavo Kuerten     | Sarah Pitkowski          |
| 1999  | Marcelo Ríos          | Àlex Corretja       | Amélie Mauresmo          |
| 2000  | Ievgueni Kafelnikov   | Lindsay Davenport   | Lleyton Hewitt           |
| 2001  | Marcelo Ríos          | Arnaud Clément      | Jelena Dokić             |
| 2002  | Lleyton Hewitt        | Gustavo Kuerten     | Richard Gasquet          |
| 2003  | Andy Roddick          | Amélie Mauresmo     | Rafael Nadal             |
| 2004  | David Nalbandian      | Mauresmo / Kuerten  | Tatiana Golovin          |
| 2005  | Maria Sharapova       | Roger Federer       | Rafael Nadal             |
| 2006  | Tatiana Golovin       | Roger Federer       | Gaël Monfils             |
| 2007  | Paul-Henri Mathieu    | Roger Federer       | Novak Djokovic           |
| 2008  | Fabrice Santoro       | Roger Federer       | Alizé Cornet             |
| 2009  | Juan Martín del Potro | Roger Federer       | Anastasia Pavlyuchenkova |

### Tour de France cycliste
| Année | Prix Citron                                   | Prix Orange     |
| 1956  |                                               | André Darrigade |
| 1960  |                                               | Henri Anglade   |
| 1989  | Laurent Fignon                                |                 |
| 2001  | Lance Armstrong                               |                 |
| 2003  |                                               | Lance Armstrong |
| 2004  |                                               | Thomas Voeckler |
| 2013  | Thibaut Pinot (malade et obligé d'abandonner) |                 |